# كارلوس لوبيز كونتريرز
كارلوس لوبيز كونتريرز هو دبلوماسي وسياسي هندوراسي، ولد في 31 يناير 1942. نشط حزبياً في الحزب الوطني. وقد انتخب سفير.